# Sonasid
Sonasid S.A. (von französisch Société nationale de sidérurgie) ist ein marokkanisches Unternehmen mit Sitz in Casablanca. Es ist in der Metallurgie tätig. Das Unternehmen verfügt über zwei Walzwerke und ein Stahlwerk in Marokko. Es produziert hauptsächlich Bewehrungsstäbe und Walzdraht. In diesem Bereich ist Sonasid der führende Hersteller in Marokko.
Mehrheitsaktionär ist mit 64,86 % die Nouvelles Sidérurgie Industrielles (ein 50/50-Joint Venture zwischen ArcelorMittal und der Société nationale d’investissement (SNI)). 10,12 % hält das Régime Collectif d’Allocation de Retraite (Marokkanische Pensionsbehörde), einige marokkanische Unternehmen halten geringfügige Anteile, der Streubesitz beträgt 20,47 %.
Die Aktien sind an der Bourse de Casablanca notiert und sowohl Teil des Moroccan All Shares Index (MASI) als auch des MASI 20, dem Index der 20 meist gehandelten Unternehmen.

## Geschichte
Sonasid wurde 1974 vom marokkanischen Staat gegründet mit dem Ziel, einen vollständig integrierten Stahlkomplex durch Verarbeitung von Eisenerz in Ouixane in der Provinz Nador zu entwickeln. Es wurde beschlossen, das erste marokkanische Walzwerk in Betrieb zu nehmen. Die Produktion begann 1984 mit einer anfänglichen Jahreskapazität von 420.000 t Bewehrungsstahl und Walzdraht, die schrittweise auf 600.000 t erhöht wurde. 1996 erfolgte der Börsengang an der Börse von Casablanca, indem 35 % des Kapitals in Aktien emittiert wurde. 1997 verkaufte der marokkanische Staat 62 % des Kapitals an ein Konsortium institutioneller Investoren unter der Führung der SNI.
Im Jahr 2002 wurde ein zweites Walzwerk in Jorf Lasfar mit einer Jahreskapazität von 400.000 Tonnen gebaut. Ein Jahr später wurde ein Elektrostahlwerk in Jorf Lasfar errichtet. Im Jahr 2005 erhöhte Sonasid seinen Anteil an Longométal Armatures auf 92 %. Im Jahr 2006 übernahm die Nouvelles Sidérurgie Industrielles die Aktienmehrheit.